# درک ویلسون
درک ویلسون (به انگلیسی: Derek Wilson) بازیگر آمریکایی است. او در مجموعه تلویزیونی واعظ حضور دارد و ستاره سریال هولو (مرد آینده) است که در آن شخصیت ولف را بازی می‌کند.

## آغاز زندگی و تحصیلات
ویلسون در بولینگ گرین، کنتاکی بزرگ شد. او در کنتاکی وسترن تحصیل کرد و پس از آنکه انگشت خود را به‌طور تصادفی در لیست گزینه‌ها قرار داد، تئاتر را به عنوان رشته تحصیلی انتخاب کرد.
ویلسون قبل از اجرای تئاترهای متعددی از شکسپیر، با انجام کارهای طراحی صدا به شهر نیویورک نقل مکان کرد. او سرانجام از برنامه بازیگری MFA مدرسه هنر تیش فارغ‌التحصیل شد.

## حرفه
ویلسون برای فصل آغازین واعظ به لس آنجلس رفت و نقش خود را تثبیت کرد.

## زندگی شخصی
ویلسون وگان است. او یکی از طرفداران تیم بسکتبال مردان لوئیزویل کاردینالز است.

## فیلم‌شناسی

### فیلم
| سال  | عنوان         | نقش               | یادداشت |
| ---- | ------------- | ----------------- | ------- |
| ۲۰۰۹ | خون برادر     | جیمز              | کوتاه   |
| ۲۰۱۳ | خیس پشت گوش‌ها | برایان            |         |
| ۲۰۱۴ | ژن            | دکتر نوا حکاب     | کوتاه   |
| ۲۰۱۵ | آخرین دختر    | جیمز              | کوتاه   |
| ۲۰۱۵ | انبار چوب     | جیکوب             | کوتاه   |
| ۲۰۱۷ | ترفند زندگی   | چارلی             |         |
| ۲۰۱۸ | اگزالیس       | دین راستر         |         |
| ۲۰۲۰ | پرندگان شکاری | کارآگاه تیم مونرو |         |

### تلویزیون
| سال        | عنوان                          | نقش           | یادداشت                  |
| ---------- | ------------------------------ | ------------- | ------------------------ |
| ۲۰۰۸       | در حال حاضر                    | دریک          | نقش دوره‌ای ۴ قسمت        |
| ۲۰۱۳       | همسر خوب                       | مورگان کرافت  | قسمت: "Je Ne Sais What؟" |
| ۲۰۱۳       | شخص مورد علاقه                 | دنیس کانینگام | قسمت: "پروتئوس"          |
| ۲۰۱۳–۱۴    | اصلاح کنید                     | کنت بنی       | نقش مهمان؛ ۲ قسمت        |
| ۲۰۱۶       | دلو                            | کاپیتان ولز   | قسمت: "انقلاب ۱"         |
| ۲۰۱۶       | واعظ                           | دونی شنک      | نقش دوره‌ای ۵ قسمت        |
| ۲۰۱۸       | اندیشه‌های گونی جی دربارهٔ چیزها | تری           | صدا؛ قسمت: "ورزش"        |
| ۲۰۱۷-۲۰-۲۰ | مرد آینده                      | ولف           | نقش اصلی                 |